# 무위영
무위영(武衛營)은 1881년 성립된 조선의 군영으로, 장어영과 함께 2영을 이루었다. 통리기무아문이 개화정책을 추진하는 과정에서 군제를 개편할 필요성이 생기자, 기존의 오군영을 통폐합하여 무위영과 장어영을 만들었다. 무위영이라는 이 군영청의 미곡 창고로는 남창(南倉)이 있었다. 아울러 무위영에는 신식 군대인 별기군도 창설하여 소속시켰다.
그러나 군제 개편 과정에서 옛 오군영 소속 병사들의 일부가 군영 축소로 인해 해고된 일이나, 같은 무위영 내에서도 옛 군영 출신 병사와 별기군 소속 병사간 차별 대우가 존재하는 점 등은 옛 오군영 소속 군인들의 불만을 초래하였다. 결국 이는 1882년 구식군인들이 임오군란을 일으키는 원인이 되었다. 임오군란 과정 속에서 흥선대원군이 재집권하여 옛 오군영의 복구를 선언함으로써, 무위영은 장어영과 함께 설치된 지 약 반년 만에 폐지되었다.

## 같이 보기
- 장어영